# Guitarridae
Guitarridae é uma família de esponjas marinhas da ordem Poecilosclerida.

## Gêneros
- Coelodischela Vacelet, Vasseur e Lévi, 1976
- Euchelipluma Topsent, 1909
- Guitarra Carter, 1874
- Tetrapocillon Brøndsted, 1924